# 佐賀県中学校一覧
| 総数                       | 97校・1分校      |
| 国立                       | 1校              |
| 公立                       | 90校・1分校      |
| 私立                       | 6校              |
| 教育委員会所在地           | 〒840-8570       |
| 佐賀県佐賀市城内一丁目1-59 |                  |
| 公式サイト                 | 佐賀県教育委員会 |

佐賀県中学校一覧（さがけんちゅうがっこういちらん）は、佐賀県の中学校および義務教育学校（後期課程）の一覧。

## 国立中学校
- 佐賀大学教育学部附属中学校（佐賀市）

## 公立中学校

### 佐賀市

#### 県立
- 佐賀県立致遠館中学校
- 佐賀県立彩志学舎中学校

#### 市立
- 佐賀市立成章中学校
- 佐賀市立城南中学校
- 佐賀市立昭栄中学校
- 佐賀市立城東中学校
- 佐賀市立城西中学校
- 佐賀市立城北中学校
- 佐賀市立金泉中学校
- 佐賀市立小中一貫校芙蓉校
- 佐賀市立鍋島中学校
- 佐賀市立諸富中学校
- 佐賀市立大和中学校
- 佐賀市立小中一貫校松梅校
- 佐賀市立小中一貫校富士校
- 佐賀市立小中一貫校北山校
- 佐賀市立小中一貫校三瀬校
- 佐賀市立川副中学校
- 佐賀市立東与賀中学校
- 佐賀市立小中一貫校思斉館

### 唐津市

#### 県立
- 佐賀県立唐津東中学校

#### 市立
- 唐津市立第一中学校
- 唐津市立佐志中学校
- 唐津市立高峰中学校
- 唐津市立第五中学校
- 唐津市立鏡中学校
- 唐津市立鬼塚中学校
- 唐津市立湊中学校
- 唐津市立西唐津中学校
- 唐津市立浜玉中学校
  - 虹の松原分校
- 唐津市立厳木中学校
- 唐津市立相知中学校
- 唐津市立北波多中学校
- 唐津市立小川小中学校
- 唐津市立肥前中学校
- 唐津市立海青中学校
- 唐津市立馬渡中学校
- 唐津市立加唐中学校
- 唐津市立七山小中学校

### 鳥栖市

#### 県立
- 佐賀県立香楠中学校

#### 市立
- 鳥栖市立鳥栖中学校
- 鳥栖市立田代中学校
- 鳥栖市立基里中学校
- 鳥栖市立鳥栖西中学校

### 多久市
- 多久市立東原庠舎中央校[1]
- 多久市立東原庠舎東部校[1]
- 多久市立東原庠舎西渓校[1]

### 伊万里市
- 伊万里市立伊万里中学校
- 伊万里市立南波多郷学館[1]
- 伊万里市立青嶺中学校
- 伊万里市立東陵学園
- 伊万里市立国見中学校
- 伊万里市立山代中学校
- 伊万里市立啓成中学校

### 武雄市

#### 県立
- 佐賀県立武雄青陵中学校

#### 市立
- 武雄市立武雄中学校
- 武雄市立武雄北中学校
- 武雄市立川登中学校
- 武雄市立山内中学校
- 武雄市立北方中学校

### 鹿島市
- 鹿島市立東部中学校
- 鹿島市立西部中学校

### 小城市
- 小城市立小城中学校
- 小城市立三日月中学校
- 小城市立牛津中学校
- 小城市立小中一貫校芦刈観瀾校

### 嬉野市
- 嬉野市立塩田中学校
- 嬉野市立嬉野中学校
- 嬉野市立大野原中学校
- 嬉野市立吉田中学校

### 神埼市
- 神埼市立神埼中学校
- 神埼市立千代田中学校
- 神埼市立脊振中学校

### 神埼郡
- 吉野ヶ里町立三田川中学校
- 吉野ヶ里町立東脊振中学校

### 三養基郡
- 基山町立基山中学校
- みやき町立中原中学校
- みやき町立北茂安中学校
- みやき町立三根中学校
- 上峰町立上峰中学校

### 東松浦郡
- 玄海町立玄海みらい学園[1]

### 西松浦郡
- 有田町立有田中学校
- 有田町立西有田中学校

### 杵島郡
- 大町町立小中一貫校大町ひじり学園[1]
- 江北町立江北中学校
- 白石町立白石中学校

### 藤津郡
- 太良町立多良中学校
- 太良町立大浦中学校

## 私立中学校
佐賀県内の私立中学校はいずれも中高一貫校である。

### 佐賀市
- 佐賀清和中学校
- 佐賀龍谷中学校
- 弘学館中学校
- 成穎中学校

### 唐津市
- 早稲田佐賀中学校

### 三養基郡
- 東明館中学校